# Мрежеста манатарка
Мрежестата манатарка (Xerocomellus chrysenteron) е вид ядлива базидиева гъба от семейство Манатаркови (Boletaceae).

## Описание
Шапката достига до 8 cm в диаметър, а на цвят е бежово-кафява, кафява, понякога с маслинен оттенък, до червеникавокафява. Повърхността ѝ е суха, покрита с фина плъст, като след съзряването най-често силно се напуква на плочици. Пънчето е цилиндрично, рядко бухалковидно, на цвят е жълто в горната част и червено до тъмночервено надолу към основата. Покрито е с много фини червени гранулки, а при нараняване често посинява. Месото на гъбата е меко, бледожълто, в основата на пънчето червеникаво. Има приемливи вкусови качества.

## Местообитание
Среща се през юни – октомври в широколистни, смесени и иглолистни гори. Развива се в микориза с различни дървесни видове.